# Норвегия на зимних Олимпийских играх 1968
Норвегия принимала участие в X Зимних Олимпийских играх, проходивших в Гренобле, Франция, где завоевала 14 медалей, из которых 6 золотых, 6 серебряных и 2 бронзовых. Сборную страны представляли 65 спортсмена (54 мужчины, 11 женщин), выступавших в 8 видах спорта.

## Медалисты

### Золото
- Магнар Сольберг — биатлон, индивидуальная гонка, 20 км.
- Харальд Грённинген — лыжные гонки, 15 км.
- Уле Эллефсетер — лыжные гонки, марафон, 50 км.
- Одд Мартинсен, Пол Тюлдум, Харальд Грённинген и Уле Эллефсетер — лыжные гонки, эстафета, 4 × 10 км.
- Ингер Эуфлес, Баббен Энгер-Дэймон и Берит Мёрдре-Ламмедаль — лыжные гонки, эстафета, 3 × 5 км.
- Фред Антон Майер — конькобежный спорт, 5 000 м.

### Серебро
- Ола Верхёуг, Олав Йордет, Магнар Сольберг и Йон Истад — биатлон, эстафета, 4 × 7,5 км.
- Магне Томассен — конькобежный спорт, 500 м.
- Ивар Эриксен — конькобежный спорт, 1 500 м.
- Фред Антон Майер — конькобежный спорт, 10 000 м.
- Одд Мартинсен — лыжные гонки, 30 км.
- Берит Мёрдре-Ламмедаль — лыжные гонки, 10 км.

### Бронза
- Ингер Эуфлес — лыжные гонки, 10 км.
- Ларс Грини — прыжки с трамплина, большой трамплин.